# Молоково (Опочецький район)
Молоково (рос. Молоково) — присілок в Опочецькому районі Псковської області Російської Федерації.
Населення становить 29 осіб. Входить до складу муніципального утворення Варигинська волость.

## Історія
Від 2015 року входить до складу муніципального утворення Варигинська волость.

## Населення
| 2001 | 2002 | 2010 | 2014 | 2015 | 2016 |
| ---- | ---- | ---- | ---- | ---- | ---- |
| 40   | →40  | ↘30  | ↗37  | ↗39  | ↘29  |